# Sociologie des grands corps de l'État en France
 (décembre 2013).
 (octobre 2016).
Améliorez-le ou discutez des points à vérifier. 
La sociologie des grands corps de l'État en France provient, historiquement, en grande partie, du système des corporations, du Moyen Âge[réf. nécessaire].
Elle fournit un statut et une identité à ses membres. Dès 1716, on parle des ponts et chaussées[pertinence contestée].
La notion de grand corps de l'État n'a pas de définition stricte. Les trois principaux Grands corps d'État (GCE) issus de l'ENA sont le Conseil d'État, l'inspection des Finances et la Cour des comptes. Parmi les GCE issus de l'École polytechnique, les corps des ingénieurs des Mines et des Ponts jouissent d'un prestige et d'une influence comparables[évasif]. À côté de ces corps, le corps diplomatique bénéficie d'un grand prestige[évasif], ainsi qu'à un moindre degré le corps préfectoral[réf. nécessaire].

## L'esprit de corps
Marie-Christine Kessler recense quatre composantes des Corps d'état :
1. un noyau de croyances collectives et de stéréotypes répétitif ;
2. une identification à l'institution, perçue comme particulièrement prestigieuse ;
3. l'existence de solidarité morale et matérielle ;
4. un ensemble de pratiques professionnelles adéquates, forgées au cours des générations.

### Un noyau de croyances collectives, de stéréotypes répétitifs
Il existe un patrimoine commun à chacun de ces corps. Cela se retrouve dans la littérature qui émane de ces mêmes grands corps.
Le corps des Mines dispose par exemple d'une presse interne très développée ; le corps préfectoral a lui aussi une revue.

### Le sentiment d'identification à l'institution
À la base de ce sentiment d'identification, on trouve d'une part la légitimité historique. Selon un ambassadeur, « le titre de noblesse de notre corps c'est son ancienneté ». L'appel au passé est donc une stratégie de présentation de ces grands corps.
D'autre part, l'identification est à relier avec une légitimité due aux compétences. Les membres des GCE se reconnaissent entre eux de par la sévère sélection des concours qu'ils ont dû passer pour intégrer ces grands corps, et de par les apprentissages difficiles auxquels ils ont été encore soumis ensuite.
Les corps sont de ce fait très attachés aux marques officielles et symboliques de leur prestige (cf. « décret de 1907 sur les honneurs »).

### L'existence d'une solidarité matérielle et morale
Chacun doit venir en aide à son institution. Des mots employés qui reflètent une forte affectivité des membres par rapport à l'institution. Les membres du Conseil d'État évoquent ainsi la maison, le Corps diplomatique le quai, la Cour des Comptes la Grande Compagnie, les Corps techniques les chers camarades...
Le corps permet un échange entre les vivants et les morts. Les membres des GCE se sentent dépositaires d’un trésor ancien dont ils doivent se montrer dignes et qu’ils doivent transmettre à leurs successeurs, enrichis de leurs propres apports. Les nécrologies publiées par les Annales des Mines en sont révélatrices. Ceci donne naissance à un code de déontologie, fait de règles morales et professionnelles.
Plus concrètement, cette solidarité doit aussi se traduire en termes matériels, favorisée par un certain nombre de pratiques sociales et professionnelles (réceptions, rallyes, soutien d’un collègue victime de problèmes de santé ou de famille...).

### Des pratiques professionnelles propres à chaque corps
L'esprit de corps façonne les modalités selon lesquelles s'effectue chaque métier au sein de chaque corps. Les pratiques professionnelles concernent la façon d'aborder et de traiter un dossier, de conduire un raisonnement, d’avoir ou non recours aux conseils des collègues, de se servir de certains types de documents, de manager les rapports avec le public, avec la hiérarchie politique et administrative, d’absorber les consignes hiérarchiques, de prendre plus ou moins étroitement en compte les données empiriques, d’informer plus ou moins clairement le public.